# Drino obliterata
Drino obliterata är en tvåvingeart som beskrevs av Louis-Paul Mesnil 1949. Drino obliterata ingår i släktet Drino och familjen parasitflugor. Inga underarter finns listade i Catalogue of Life.